# Wisner (Nebraska)
Pour les articles homonymes, voir Wisner.
Wisner est une ville américaine située dans le comté de Cuming dans l'état du Nebraska.

## Histoire
La ville de Wisner fut construite en 1871. Elle a été nommée en hommage à Samuel P. Wisner, un fonctionnaire des chemins de fer.

## Démographie
Lors du recensement de 2010, la ville comptait 1170 habitants.